# Бубенгайм
Бубенгайм (нім. Bubenheim) — громада в Німеччині, розташована в землі Рейнланд-Пфальц. Входить до складу району Доннерсберг. Складова частина об'єднання громад Гельгайм.
Площа — 2,94 км2. Населення становить 419 ос. (станом на 31 грудня 2020).